# Chengavit
Chengavit (en arménien Շենգավիթ) est un des douze districts d'Erevan, la capitale de l'Arménie.

## Situation
D'une superficie de 405 hectares, il est situé au sud-ouest de la ville. Sa population est de 143 800 habitants. C'est un des districts les plus densément peuplés.

## Administration
Le district est divisé en six quartiers : Nerkin Chengavit, Verin Chengavit, Koghb, Nerkin Tcharbakh, Verin Tcharbakh et Noragavit.

## Personnalités liées
- Karapet Rubinian en fut le maire de 1991 à 1992

### Articles Connexes
- Culture kouro-araxe